# Severn Stoke
Severn Stoke est une paroisse civile et un village du Worcestershire, en Angleterre.